# Deutsche Schule St. Petri Kopenhagen

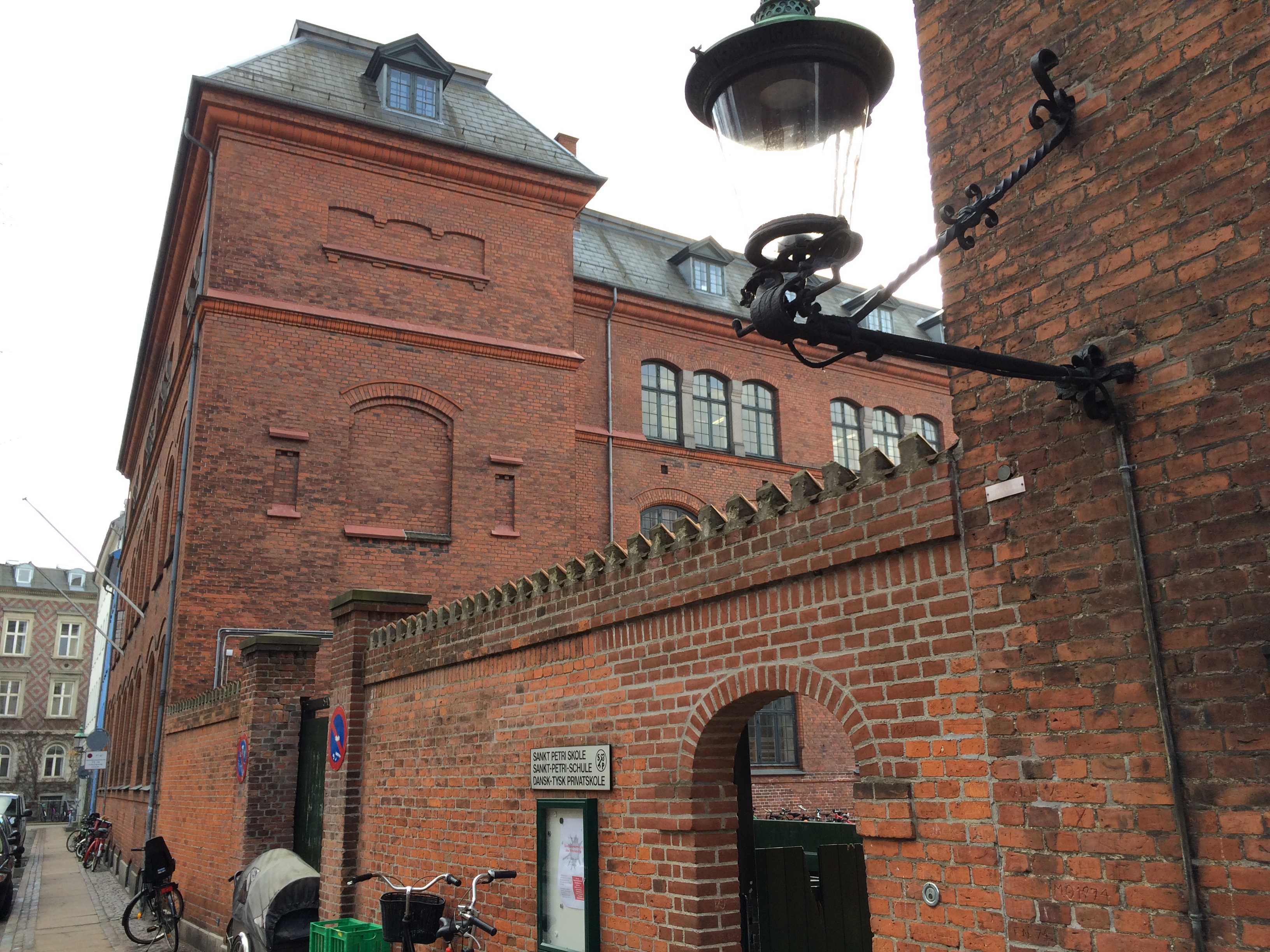
Sankt Petri Schule

Die Sankt-Petri-Schule bei der Sankt-Petri-Kirche in Kopenhagen ist eine deutsch-dänische Privatschule. Sie wurde bereits 1575 auf Geheiß des dänischen Königs betrieben und gilt damit als die älteste deutsche Auslandsschule und die zweitälteste aller Schulen in Kopenhagen.

## Geschichte
1575 erhielt Theophilus Neovinus, Kantor an der deutschen St. Petri Kirche, eine Urkunde besagend, gegen Besoldung durch den dänischen König zu sorgen, dass die Schüler seiner Schule in der Kirche sonntags deutsche Chorlieder sangen und die Glocken läuteten.
„dass er alle Sonn- und Feiertage, so oft Predigt gehalten wird, die deutsche Kirche mit einigen seiner Schüler besuchen soll, um dort deutschen Gesang zu halten. Diese Schüler deutsche Psalmen und anderen Kirchengesang zu lehren, ist er verpflichtet. Auch soll er die Glocke zur Predigt läuten lassen, so oft Gottesdienst gehalten wird. Für diese seine Mühe werden ihm jährlich 40 alte Thaler, freie Wohnung oder so viel Geld angewiesen, dass er sich dafür ein Zimmer mieten kann.“ Königlicher Befehl vom 31. März 1575 an den »deutschen Schulmeister« Theophilus Naevinus
Erst mit den Privilegien von 1641 wurde es der Kirche gestattet, eine deutsche Schule bauen zu lassen. Zwei Jahre später ermöglichte eine Zuwendung in Höhe von 1.000 Thalern durch den Obersekretär der deutschen Kanzlei, Friedrich Günther, die Errichtung der Schule.
Anfang des 18. Jahrhunderts war es wegen sehr begrenzter Räumlichkeiten nur möglich, „13 bis 14 arme Kinder“ zu unterrichten.
Bis in das Jahr 1735 war der Schuldienst mit dem Amt des Kantors der St. Petri Kirche vereinigt. Der erste reine Schulhalter war der „Schreib- und Rechenmeister Johann Friedrich Holler“, der am 13. Mai 1764 verstarb. Er hatte die Schulhalterstelle zu einem solchen Ansehen gebracht, dass nicht weniger als 44 Bewerbungen auf seine Nachfolge eingingen.
Peter Nicolai Svensen aus Husum hatte die Stelle bis 1804 inne. Als ihm Peter Schmidt, ebenfalls aus Husum, folgte, wurden 56 Schüler unentgeltlich unterrichtet, 50 von ihnen wurden auch kostenlos eingekleidet. Die Finanzierung erfolgte durch Spenden der ansässigen deutschen Kaufmannschaft.
1797 spendete Pauline Maria Tutein 4.000 Reichstaler für den Ankauf eines Gebåudes, das die neu zu gründende St. Petri-Mådchenschule aufnehmen sollte.
1823 war die Schülerzahl auf 308 Knaben und 195 Mädchen angewachsen; neben dem Schulhalter waren weitere Lehrkräfte angestellt. In den folgenden Jahren kam eine Knabenrealschule und eine Mädchenrealschule hinzu. Die Ereignisse des Jahres 1848 und der Deutsch-Dänische Krieg von 1864 brachten vielfältige Veränderungen der deutschen Präsenz in Kopenhagen mit sich, die mit sinkender Nachfrage unmittelbare Auswirkungen auf die Schulen hatten.
Der 1899 am jetzigen Sitz der Schule in der Larslejstræde 5 begonnene Neubau eines größeren Schulgebäudes brachte zwar die gemeinsame Unterbringung der Zweige, führte aber nicht zu dem gewünschten Aufschwung: 1903 war ein Tiefstand der Schülerzahlen mit 100 in der Kirchenschule und 144 in der Realschule zu verzeichnen. In der Mädchenschule gab es noch 119 Schülerinnen. Gegengesteuert wurde trotz finanzieller Probleme durch gezielte Maßnahmen der Vorbereitung der Schülerinnen und Schüler auf einen möglichen Übergang in gymnasiale Einrichtungen. Der Ausbruch des Ersten Weltkriegs wirkte sich negativ auf diese Absichten aus. Die dänische Regierung entschied 1918 die Beendigung des Privatschulwesens im Land; dank ihrer historischen Privilegien blieben die Schulen der deutschen St. Petri Gemeinde davon unbetroffen.
1922 wurde die Kirchenschule als solche nach 279 Jahren ihres Bestehens aufgelöst; die Schüler wurden in die Realschule integriert. Die Jahre 1930 bis 1945 waren von Unruhe, der deutschen Besatzung Dänemarks und dem Widerstand dagegen gekennzeichnet. Die Schule hat im Jahr 2017 eine Geschichtskommission eingesetzt, die diese Jahre aufarbeiten soll.
Im Jahre 2010 wurde ein gymnasialer Oberbau eingerichtet. Im Schuljahr 2015/2016 besuchten 17 Schüler die 10., 8 Schüler die 11. und 1 Schüler die 12. Jahrgangsstufe.
Eine Besonderheit im deutschen Auslandsschulwesen stellt die Trägerschaft der St. Petri Schule dar: Sind es üblicherweise gemeinnützige Trägervereine, ist die Kopenhagener Schule weiterhin mit der St. Petri Kirche organisch verbunden. Die Trägerschaft liegt in den Händen der Schulkommission.

## Schulleiter
Schulleiter der St. Petri Schule und ihrer Vorgängerin, der Realschule für Knaben:
1818 Johann Sternhagen
1824 Johannes Bruun
1862 Gottfried Appel
1872 Ferdinand Jørgensen
1881 Jens Appel
1891 Alfred Kruse
1894 Ernst Spindler
1905 Emil Glöy
1930 Herbert Leonhardt
1934 Fritz Maywald
1944 Karl Gäde
1945 Ellen Breede
1949 Hans W. Praetorius
1976 Johannes Jensen
1991 Eckhard Bodenstein
1995 Karl-Peter Schultz
1998 Brigitte Ehrlich
2000-2015 Dagmar Mortensen
2016 Daniela Faude (August 2016 bis Januar 2017)
2020 Hanne Roswall Laursen
2021 Svenja Kuhfuss

## Auszeichnungen
Im Ranking 2015 des dänischen Unterrichtsministeriums ist die Sankt Petri Schule auf Platz 62 abgerutscht. Noch im Jahr 2006 hatte die Schule unter 1740 dänischen Schulen einen ersten Platz eingenommen. Damals konnten die Schüler der Examensklasse der St. Petri-Schule in den in Dänemark einheitlichen Prüfungen laut einer landesweiten Statistik die besten Durchschnittsnoten erzielen. In den Fächern Deutsch und Mathematik lagen die Schüler absolut auf dem ersten Platz, in den weiteren acht Fächern nur einmal unterhalb des 40. Platzes.
2013 erhielt die Schule den ersten Preis des Bundesbildungsministeriums für die beste Kommunikation zwischen Schulleitung, Schülern und Eltern.

## Personen
- Peder Schumacher Griffenfeld (* 1635, † 1699)
- Richard von Weizsäcker, späterer Bundespräsident, besuchte in den 1920er Jahren als Kind des deutschen Diplomaten Ernst Heinrich Freiherr von Weizsäcker die Sankt-Petri-Schule.
- Hanns Grössels Vater war von 1939 bis 1945 Lehrer an der Schule.
- Lykke Friis (* 1969)